# Toronto Star
Il Toronto Star è il quotidiano a più alta diffusione del Canada, anche se nella sua edizione cartacea viene distribuito quasi interamente all'interno della provincia di Ontario. È di proprietà di Toronto Star Quotidiani Ltd., una divisione di Star Media Group, una consociata di Torstar Corporation.

## Personalità

### Curatori editoriali
- Joseph E. Atkinson (1899-1948)
- Joseph S. Atkinson (1948-1966)
- Beland Honderich (1966-1988)
- David R. Jolley (1988-1994)
- John Honderich (1995-2004)
- Michael Goldbloom (2004-2006)
- Jagoda Pike (2006-2008)
- Donald Babick (2008)
- John Cruickshank (2009-2016)
- John Boynton (2017-oggi)

### Giornalisti e editorialisti
- Malene Arpe
- Pierre Berton
- Robert Benzie
- Debra Black
- Margaret L. Bream
- Tony Burman
- Morley Callaghan
- June Callwood
- Greg Clark
- Jeremy Clarkson
- Martin Regg Cohn
- Desmond Cole
- Daniel Dale
- Susan Delacourt
- Rosie DiManno
- Kevin Donovan
- Robyn Doolittle
- Milt Dunnell
- Peter Edwards
- Joe Fiorito
- Graham Fraser
- Michael Geist
- Carol Goar
- Alison Gordon
- Richard Griffin
- Richard Gwyn
- Matthew Halton
- Tim Harper
- Tom Harpur
- Chantal Hébert
- Ernest Hemingway
- Bob Hepburn
- Peter Howell
- Kim Hughes
- Christopher Hume
- Paul Hunter
- Royson James
- Noor Javed
- Craig Kielburger
- Marc Kielburger
- Tess Kalinowski
- Nicholas Keung
- Naomi Klein
- Faisal Kutty
- Michele Landsberg
- Gary Lautens
- Duncan Macpherson
- Linda McQuaig
- Earl McRae
- Heather Mallick
- Dow Marmur
- Lou Marsh
- Adam Mayers
- Vijay Menon
- Cal Millar
- Corey Mintz
- Sara Mojtehedzadeh
- Raju Mudhar
- Peter C. Newman
- David Olive
- Mary Ormsby
- Cleo Paskal
- Angelo Persichilli
- Mitch Potter
- Jim Rankin
- Ben Rayner
- Ellen Roseman
- Rob Salem
- Rick Salutin
- Robert William Service
- Haroon Siddiqui
- Gordon Sinclair
- Ben Spurr
- Randy Starkman
- Gillian Steward
- Walter Stewart
- Tanya Talaga
- Charles Templeton
- Isabel Teotonio
- Ellie Tesher
- James Travers
- Donovan Vincent
- Thomas Walkom
- Claire Wallace
- Rick Westhead
- Tony Wong
- Jennifer Yang
- Antonia Zerbisias

### Illustratori e vignettisti
- Walter Ball
- Sid Barron
- Les Callan
- Patrick Corrigan
- Jimmy Frise
- Duncan Macpherson
- Theo Moudakis
- Greg Perry
- Dušan Petričić
- Joe Shuster
- Ben Wicks